# Киселёв, Владимир Владимирович (младший)
Влади́мир Влади́мирович Киселёв (род. 11 мая 2000, Санкт-Петербург, Россия), ранее известный под сценическим псевдонимом Влади́Мир — российский поп-исполнитель. Младший брат российского поп-исполнителя ЮрКисса.

## Биография
Владимир Киселёв родился 11 мая 2000 года в Санкт-Петербурге в семье российского музыканта и бизнесмена Владимира Владимировича Киселёва и телеведущей Елены Север. Старший брат — Юрий Киселёв.
Карьеру начал в 2015 году, дебютировав с песней «Письмо к Президенту», на которую был снят клип.